# 1363
1363 (MCCCLXIII) je bilo navadno leto, ki se je po julijanskem koledarju začelo na nedeljo.

## Dogodki

### Slovenija
- 23. januar - Umrlega lavantinskega škofa Petra Krölla nasledi Heinrich IV. Krapff. 1387 ↔

### Stoletna vojna
- 1. julij - Anglija: francoski princ Ludvik pobegne iz angleškega ujetništva in s tem zelo razočara očeta, francoskega kralja Ivana II., ki šokira svoje podložnike, ko jim pove, da se bo zaradi sinove osramotitve ponovno predal Angležem. V Anglijo odpluje konec leta in Francijo ponovno prepusti politični nestabilnosti in gospodarskemu razsulu. 1364 ↔
- 13. september - Največja od razbojniških tolp Tard-Venus, ki jo vodi Seguin Badefol, se to leto razdeli. Večinski odpadniški del tolpe odide plenit v bogatejšo severno Italijo, manjši del, ki jo še vedno vodi omenjeni, nadaljuje s plenjenjem po Languedocu. Tega dne oplenijo mesto Brioude. 1364 ↔
- Filip Drzni postane novi vojvoda Burgundije. Filip je najmlajši sin francoskega kralja Ivana II. Dobrega in oče mu vojvodino podeli za pogum, ki ga je izkazal v bitki pri Poitiersu leta 1356.
- Vojna dveh Petrov: kastiljska vojska pod vodstvom kralja Petra nadaljuje z uspešno invazijo proti kraljevini Aragoniji, ki jo vodi kralj Peter IV. Aragonski. Kastiljcem asistirajo še Navarci, Portugalci in Mavri iz Granade, zato se Peter IV. obrne po pomoč na Francoze in pretendenta za kastiljski prestol Henrika, sicer nezakonskega sina Alfonza XI.. Posredovanja papeškega legata za mir so neuspešna. 1366 ↔

### Ostalo
- 13. januar - Habsburžani si priključijo Tirolsko. V starosti 19 let umre tirolski grof in zgornjebavarski vojvoda Majnhard III.. Njegova mati Margareta prepusti Tirolsko avstrijskemu vojvodi Rudolfu IV. v zahvalo, ker je posredoval pri preklicu izobčenja (1342). Dedovanju nasprotujeta goriški grof Majnhard IV. in vojvoda Bavarske-Landshuta Štefan II., ki sicer nasledi vojvodino Zgornjo Bavarsko. 1369 ↔
- 14. marec - Po 10 letih je za novega, 4. beneškega doža izvoljen Gabriele Adorno. 1370 ↔
- 9. april - Poroka med norveškim/švedskim kraljem Hakonom VI. in dansko princeso Margareto Valdemarsdatter.
  - neznan datum - Izgnano švedsko plemstvo se po pomoč obrne na mecklenburškega vojvodo Alberta III.. Izgnanci so leto dni prej sicer investirali na prestol norveškega kralja Hakona VI. proti nepriljubljenemu švedskemu kralju, očetu Magnusu IV., a sta oče in sin potegnila skupaj proti plemstvu. Mecklenburški vojvoda ob pomoči nekaterih mest Hanse in severnonemškega plemstva izvede uspešno invazijo na Švedsko. 1364 ↔
- 15. junij - SRC: kronanje Venčeslava IV. za češkega kralja. Ta naziv mu je podelil njegov oče, rimsko-nemški cesar Karel IV. Luksemburški.
- 8. avgust: beneška kolonija na Kreti se upre proti matici. Upor proti pretiranemu izkoriščanju združi tamkajšnje beneške koloniste in domorodne Grke. Upor zelo vznemiri Benečane, ki najprej poskušajo z diplomacijo. 1364 ↔
- 30. avgust - 4. oktober → Bitka na jezeru Poyang, upor rdečih turbanov: manjša, toda okretnejša armada Minga, ki jo vodi upornik Zhu Yuanzhang, odločujoče porazi številčnejšo vojsko druge uporniške države Dahan, ki jo vodi upornik Chen Youliang, in si s tem pribori nadzor nad reko Jangce.  Mongolska dinastija Yuan je tačas že izgubila večino oblasti v osrednji in južni Kitajski.
  - V bitki pade voditelj Dahana Chen Youliang. Nasledi ga sin Chen Li. 1364 ↔
- 26. september - Poroka med neapeljsko kraljico Ivano in titularnim majorškim kraljem Jakobom IV.. Predporočna pogodba zagotovi, da je novopečeni soprog popolnoma izključen iz politike Neapeljske kraljevine. Ivana vseeno ponudi finančno podporo svojemu soprogu, da si ponovno pribori nazaj otočno kraljevino Majorko.
- Čagatajski kanat: po smrti kana Tugluk Timurja sledi obdobje nestabilnosti in bojev za oblast. Uradno ga nasledi Iljas Hodža, ki prav tako izhaja iz afganistanskih Mogulov, vendar so le-ti zaradi brezobzirnega vladanja zelo nepriljubljeni. Še pred odlučujočim spopadom živinska bolezen zdesketa konje, zato se Moguli vrnejo nazaj v Afganistan. Oblast prevzamejo provincionalni emirji: generalu Amirju Huseinu uspe za novega kana nastaviti mladega Kabula; v vojno s Huseinom se spusti Amir Timur, ki vlada Samarkandu.
- Egipt: vplivni emirji zaradi "neprimernega vedenja" odstavijo marionetnega mameluškega sultana Al-Mansurja Muhammada in nastavijo novega Al Ašrafa Šabana, ki je star 10 let.
- Francoski kirurg Guy de Chauliac dokonča delo Chirurgia magna.

## Rojstva
- 2. julij - Marija Sicilska, kraljica Sicilije, vojvodinja Aten in Neopatrije († 1401)
- 13. december - Jean Charlier de Gerson, francoski teolog in mistik († 1429)
- Eleanora Kastiljska, navarska kraljica († 1416)
- Francesco di Valdambrino, italijanski (sienski) kipar († 1435)
- Zeami Motokijo, japonski estet, igralec in dramatik († 1443)

## Smrti
- 13. januar - Majnhard III., tirolski grof, vojvoda Zgornje Bavarske (* 1344)
- 23. januar - Peter Kröll von Hall, lavantinski škof
- 18. julij - Konstanca Aragonska, sicilska kraljica (* 1343)
- 23. avgust - Chen Youliang, kitajski kralj Dahana (* 1320)
- Blanka Namurška, švedska in norveška kraljica (* 1320)
- Filip Navarski, navarski princ, grof Longuevilleja (* 1336)
- Ivan Komnen Asen, bolgarski plemič, knez Valone
- Kalist I. Carigrajski, pravoslavni ekumenski patriarh
- Longčempa, tibetanski budistični učenjak (* 1308)
- Matteo Villani, italijanski zgodovinar (* 1283)
- Niccolo di Ser Sozzo Tegliaccio, italijanski (sienski) slikar
- Simone Boccanegra, 1. genovski dož
- Tugluk Timur, čagatajski kan, Mogul (* 1329)